# Rivière Rouge (Ottawa River)
Der Rivière Rouge (französisch für „roter Fluss“) ist ein linker Nebenfluss des Ottawa River in den Laurentinischen Bergen in der kanadischen Provinz Québec.

## Flusslauf
Der Fluss legt eine Strecke von 161 km zwischen seinem Ursprung im See Lac de la Fougère und seiner Mündung in den Ottawa River 90 km östlich von Ottawa zurück.
Insbesondere die letzten 10 km sind bekannt als Rafting-Strecke.

## WasserkraftwerkChute-Bell
Das 1915 erbaute Wasserkraftwerk Chute-Bell am Unterlauf des Rivière Rouge, etwa 15 km vor dessen Mündung, wird von Hydro-Québec betrieben. Es hat 2 Turbinen mit einer Gesamtleistung von 10 MW. Das hydraulische Potential beträgt 17,8 m.
Das Absperrbauwerk (⊙) weist eine Höhe von 16 m sowie eine Länge von 59 m auf.
Das Stauvolumen beträgt 1 Million m³.